# Якуб Менкер

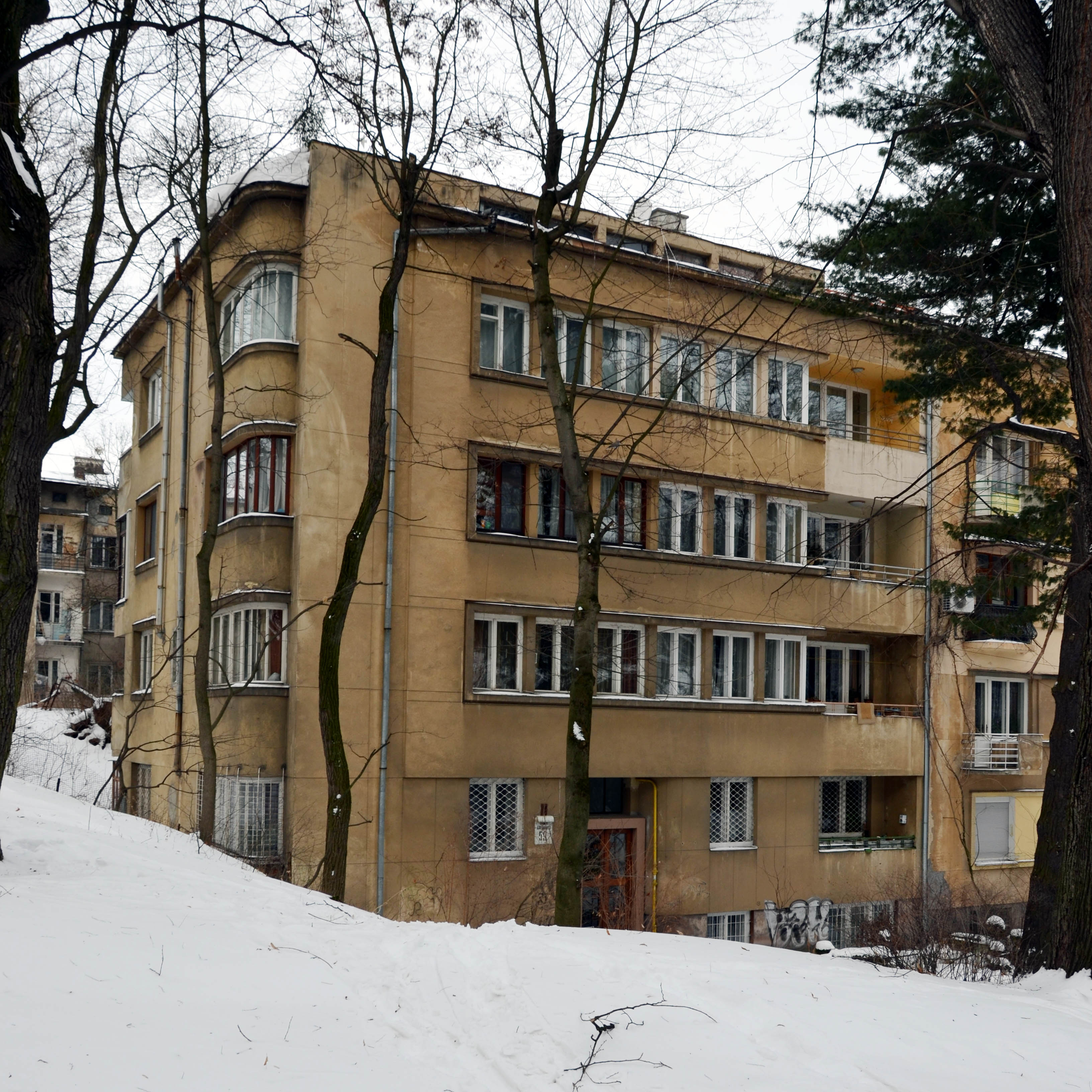
Житловий будинок на вулиці Дорошенка, 59 у Львові

Якуб Менкер (Jakób Menker, 29 жовтня 1906, Львів — ?) — архітектор. 1931 року закінчив архітектурний факультет Львівської політехніки. 1934 року заснував власну архітектурну фірму. 1939 року бюро Менкера фігурує в довіднику на вулиці Ходкевича, 6 (тепер вулиця Богуна).
Роботи
- Блок житлових будинків у стилі функціоналізму № 51, 53, 55, 57, 59 на вулиці Дорошенка (1934—1937, співавтори Ришард Гермелін, Генрик Зандіг, Саломон Кайль).[3]
- Житловий будинок на вулиці Героїв Майдану, 5Ц (1938).[4]
- Будинок на вулиці Лижвярській (1939).[5]
- Будинок на вулиці Кубійовича, 2 (1935).[6]
- Участь у проектуванні спортивного комплексу ковзанки на ставі Собка у Львові.[7]